# 真田信勝
真田 信勝（さなだ のぶかつ）は、安土桃山時代から江戸時代初期にかけての武将。真田昌幸の三男。真田信之（信幸）・真田信繁（幸村）の異母弟にあたる。

## 生涯
真田昌幸の三男であるが、生年は不詳。生母は「某氏」とあり不明。兄の信之・信繁とは母が異なり、年齢もかなり離れていたとされている。江戸幕府開幕後に徳川家の家臣となっていることから、長兄の信之の引き立てがあったとされている。
慶長10年（1605年）2月、徳川秀忠の上洛に従い、大番組として供奉した。慶長14年（1609年）9月、戸田半之丞（勝興/氏勝）を江戸で斬って逐電したとも、喧嘩して刃傷に及び殺されたともいわれているが、詳細は不明。